# Monte Abellio
Monte Abellio è un sito di interesse comunitario della Regione Liguria istituito con Decreto Ministeriale 25 marzo 2005, ai sensi della Direttiva 92/43/CEE (Direttiva Habitat).

## Descrizione
Il sito comprende un'area di 727 ettari nel territorio dei comuni di Dolceacqua e Rocchetta Nervina, in Provincia di Imperia. Prende il suo nome dall'omonimo rilievo delle Alpi Liguri.